# Zygmunt Przybylski
Zygmunt Przybylski (ur. 2 maja 1856 w Krakowie, zm. 13 lutego 1909 w Warszawie) – polski literat, komediopisarz.

## Życiorys
Początkowo pisał recenzje teatralne do prasy. Ukończył filozofię na Uniwersytecie Jagiellońskim. W 1884 przeprowadził się do Warszawy i zaczął pisać do "Słowa" i "Wieku". W latach 1894–1896 pracował jako dyrektor teatru lwowskiego, a od 1896 do 1904 teatrzyku ogródkowego w Warszawie. Pochowany na cmentarzu Powązkowskim (kwatera 162-4-12). Jego nagrobek w 1910 wykonał Czesław Makowski.

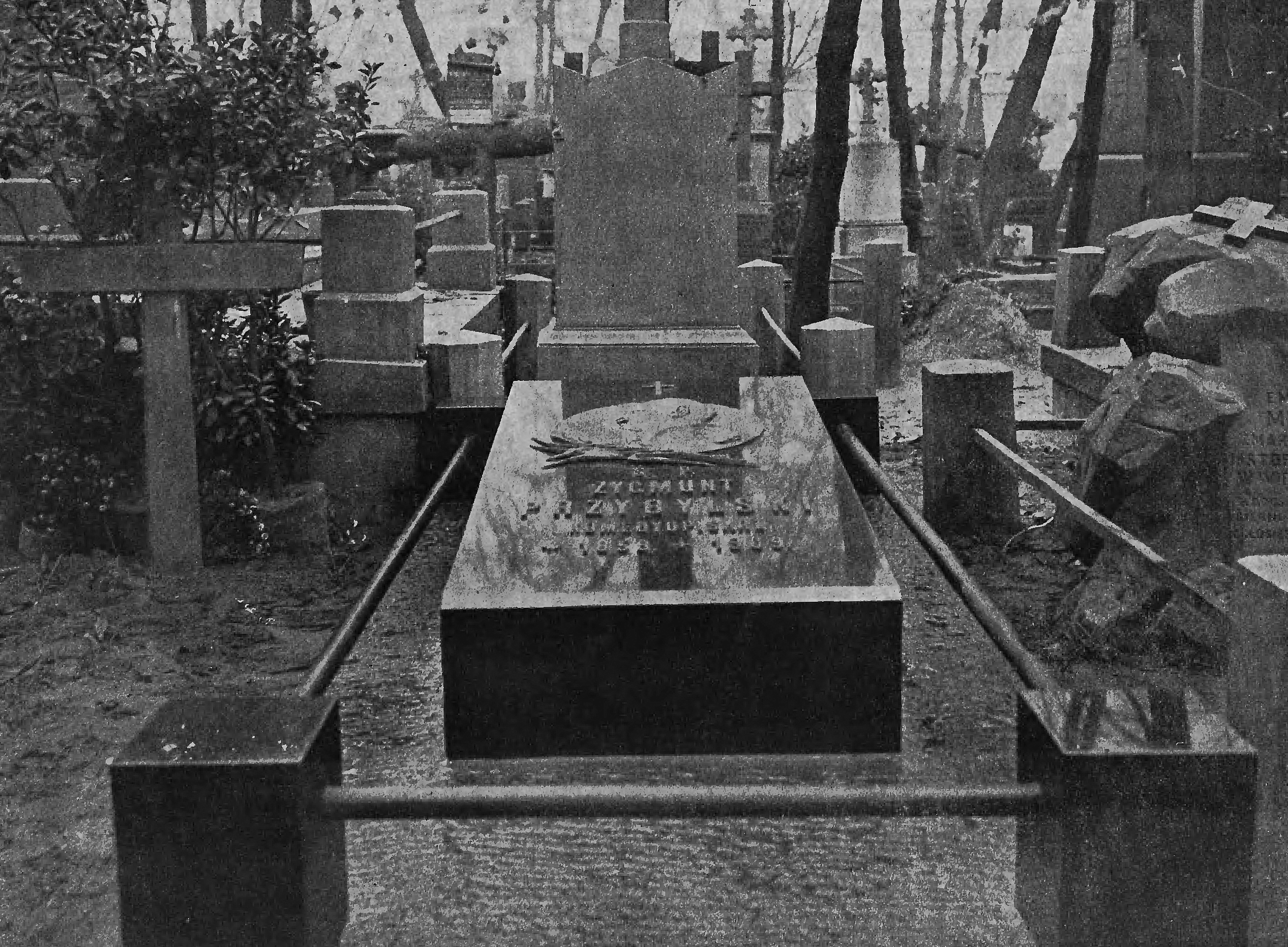
Nagrobek Zygmunta Przybylskiego (1910)

## Twórczość
- 1863 – Klęska powstania styczniowego w zaborze rosyjskim
- 1878 – Krytyka teatralna w Krakowie
- 1878 – Gałązka jaśminu
- 1886 – Wicek i Wacek
- 1887 – Panna
- 1887 – Państwo Wackowie
- 1888 – Mój mały
- 1890 – Złote góry
- 1892 – Protekcja dam
- 1893 – Bzy kwitną!
- 1897 – Pokój zawarty
- 1898 – Państwo młodzi
- 1900 – Dzierżawca z Olesiowa
- 1901 – Dwór we Władkowicach
- 1901 – Z rozwoju polskiego teatru. Antonina Hoffmann
- 1902 – Kronika miejscowa
- 1902 – Nasze szwaczki
- 1902 – Dług honorowy
- 1905 - Wdowa z musu
- 1908 – Włóczęga